# Madrid (Philippines)
Pour les articles homonymes, voir Madrid (homonymie).
Madrid est une localité de la province du Surigao du Sud, aux Philippines. En 2015, elle compte 15 223 habitants.